# Zelena rezidba vinove loze
Zelena rezidba vinove loze, zeleni rez ili rez u zeleno jesu radovi tijekom vegetacije koji se izvode na zelenim dijelovima loze. To su ampelografski zahvati: plijevljenje suvišnih mladica, pinciranje rodnih mladica, skidanje i zalamanje zaperaka, prstenovanje,prorjeđivanje grozdova, prorjeđivanje bobica, skidanje lišća i vršikanje.

## Plijevljenje
Plijevljenje je odstranjivanje mladica koje su se razvile iz starog drva ili iz rodnih i prigojnih dijelova trsa, a otežavaju razvoj rodnih mladica, nepovoljno utječu na prinos i kakvoću grožđa. Plijevljenjem dakle odstranjujemo sve mladice koje istjeraju na starom drvu i nerodne mladice razvijene na rodnim elementima trsa. To ne isključuje mogućnost da ponekad odstranimo i poneku rodnu mladicu u slučajevima pretjerane rodnosti, ponajprije kod stolnih sorata. Tom se radnjom stvaraju povoljni uvjeti ishrane ostavljenih mladica koje donose rod u tekućoj godini i dio njih poslužit će elementi reza u suho u sljedećoj godini.
Ovu radnju značajno je obaviti što ranije, obično u dva navrata. Prvi put kad su mladice narasle do 15 cm, a drugi put istovremeno s pinciranjem odnosno desetak dana prije cvatnje. Pri plijevljenju ne skidamo uvijek sve mladice razvijene iz starog drva. Potrebno je ostaviti one koje mogu poslužiti za pomlađivanje trsa ili pojedinog dijela trsa, usto mladice razvijene pri osnovi trsa također nam mogu poslužiti za eventualno popunjavanje susjednoga praznog mjesta grebeničanjem.

## Pinciranje
Pinciranje je prikraćivanje vrhova mladica iz razloga da se privremeno prekine njihov bujan rast, da time ojačaju i da se stvore povoljni uvjeti za cvatnju i oplodnju i za bolje dozrijevanje grožđa. Pinciranje se može obaviti u dva navrata:
- desetak dana prije cvatnje
- dvadesetak dana poslije cvatnje.

Pinciranjem prije cvatnje skidaju se parazitarni vrhovi mladica, rast se prekine za 8 do 10 dana, a asimilati se iz produktivne lisne površine usmjeravaju prema cvatovima. Time se poboljšavaju uvjeti oplodnje prije svega kod sorata sklonih osipanju. Pinciranjem se prikraćuju samo mladice na rodnom drvu, a tamo gdje se provodi kratki rez (u suho) rodnog drva mogu se pincirati i mladice na reznicima. Pinciranjem prije cvatnje može se povećati prinos 10 do 30% bez značajnog utjecaja na kakvoću (škrlet, moslavac-šipon, ranfol) i drugih kultivara. Učinak pinciranje poslije cvatnje znatno je slabiji. Opravdano je pinciranje izvesti u tom roku kod vrlo ranih sorata s malim bobicama (čabski biser) čime će se potaknuti da se se one povećavaju i postaju izglednije. Prema intenzitetu pinciranje može biti:
- oštro ili kratko pri čemu se ostavi jedan do dva lista iznad gornjeg grozda na mladici
- umjereno ili srednje s ostavljeno tri do četiri lista
- blago ili dugo pinciranje s ostavljanjem više od pet listova iznad grozda na mladici.

## Zalamanje zaperaka
To je radnja zelenog reza koja se obavlja istovremeno s plijevljenjem ili pinciranjem.  Najvažnije je na vrijeme ukloniti zaperke u zoni cvatova, dakle s donjih koljenaca na mladici tako da su uvjeti cvatnje i oplodnje povoljnjiji. Skidanje ili prikračivanje zaperaka u kasnijim fazama razvoja nije potrebno ako su se zaperci rano razvili mogu donijeti i naknadni rod. Taj se rod zove martinjsko grožđe i kod nas se to i događa, ali to grožđe kod nas ne dozori već je ono štetno, jer ga napada pepelnica, pa ono treba pobrati i uništiti. Pri zalamanju mlade zaperke potpuno uklanjamo, a razvijenije prikraćujemo na jedan list kako ne bi došlo do oštećenja zimskog pupa ili njegovog tjeranja u istoj godini.

## Vršikanje
Vršikanje je skidanje svih vrhova svih mladica pred kraj faze rasta (polovinom kolovoza) ili oko mjesec dana prije berbe. Ta je mjera korisna i potrebna, jer prevelike mladice stvaraju gustiš koji pogotovo u vlažnijim krajevima i vlažnim godinama negativno utječe na dozrijevanje grožđa i povećava pojavu botritisa (sive plijesni). Nadalje predugački vrhovi smetaju normalnom odvijanju radiva u berbi a u pojedinih godinama legla su peronospori. Vršikanje izvodima tako da na svakoj mladici ostavimo po petnaestak listova. Na mladicama ostaju dobri razvijeni listovi bez vrha mladice. Tu radnju izvodimo škarama, nožem ili srpom.

## Prorjeđivanje listova
Prorjeđivanjem listova postižemo bolju prozračnost i osvjetlenjost grožđa, ono je bolje izloženo sunčanom svjetlu, a time je omogućeno bolje dozrijevanje i djelotvornija zaštita od sive truleži. Taj zahvat izvodimo neposredno prije pojave šare (šarke). Šarka je faza kad bobice mijenjaju boju od zelene na žutu boju (to je promjena boje bobica). Rad se sastoji u tome da na rodnim mladicama ukloni dio lišća koje se nalaze neposredno uz grožđe. Najprije se uklanja lišće iz unutrašnjosti trsa i ono sa sjeverne strane. Lišće koje se nalazi s južne strane ostavljamo štiteći tako grozdove od izravnoga i naglog udara sunčevih zraka, jer inače može doči do jakih opeklina na grožđu. Skida se 3 do 4 donja starija lista. Grožđe u ovako stvorenim uvjetima bolje dozrijeva od onoga u potpunom hladu i gustišu. Skidanje lišća ili defolijacija u zoni grožđa danas se može obaviti u Hrvatskom zagorju samo ručno. Ta se mjera preporučuje svakom vinogradaru.